# Bernard Emmanuel Kasanda Mulenga
Bernard Emmanuel Kasanda Mulenga (Kananga, 25 de dezembro de 1954) é bispo de Mbujimayi.
Bernard Emmanuel Kasanda Mulenga foi ordenado sacerdote em 6 de agosto de 1981. 
O Papa João Paulo II nomeou-o bispo titular de Utimmira e bispo auxiliar em Mbujimayi em 14 de fevereiro de 1998. Foi ordenado bispo pelo Bispo de Mbujimayi, Tharcisse Tshibangu Tshishiku, em 14 de junho do mesmo ano; Os co-consagradores foram Godefroid Mukeng’a Kalond CICM, Arcebispo de Kananga, e Valentin Masengo Mkinda, Bispo de Kabinda.
Em 1º de agosto de 2009, Bento XVI o nomeou Bispo de Mbujimayi.